# Akademische Ferien-Vereinigung Algovia
Die Akademische Ferien-Vereinigung Algovia ist seit 1893 eine studentische Vereinigung mit Merkmalen einer Ferialverbindung für Studenten und ehemalige Studenten, die in Kempten (Allgäu) ihr Abitur gemacht haben. Die Organisation hat das Ziel der Anknüpfung sozialer Kontakte und das Netzwerken untereinander.

## Organisation und Geschichte

### Vorgeschichte
Bereits vor Gründung der heutigen Algovia gab es ab 1848 eine namensgleiche farbentragende landsmannschaftliche Verbindung Algovia von Allgäuer Studenten in München. Diese erklärte sich 1860 zur Burschenschaft, bevor sie bereits 1874 suspendiert wurde.

### Gründungszeit und Weltkriege
Die Akademische Ferien-Vereinigung Algovia wurde am 26. August 1893 in Kempten gegründet. Ziel war, „die akademische Jugend der Stadt während der Ferien in studentischen Formen gesellschaftlich [zu] vereinigen“ und dabei das „gemeinsame Allgäuer Volkstum“ zu pflegen. Nachdem das Mitglied Otto Merkt im Jahre 1919 Kemptener Oberbürgermeister wurde, hatte die Algovia ab der Weimarer Zeit eine wichtige Stellung in Kempten. Unter Führung des Algovia-Philistersekretärs Merkt nahm sie großen Einfluss auf die Besetzung von Posten in der Kemptener Stadtverwaltung und behielt diesen auch während des Nationalsozialismus bei. Bereits 1933 führte die Algovia vorauseilend das Führerprinzip ein, nach Aussage des autokratischen Merkt verbanden sich in der Algovia „begeisterte Nationalsozialisten neben überzeugten Katholiken“. Zu dieser Zeit hatte die Algovia knapp 200 Mitglieder, davon 41 aktive Mitglieder und 158 im Philisterium, dem Altherrenverband. Mindestens ab Sommer 1936 herrschte in der Algovia eine anti-jüdische Stimmung, so durften Juden und Ausländer keine Mitglieder mehr werden.
Eine zentrale Bedeutung für die Algovia hat laut Martina Steber das Wytschaete-Denkmal (Wytschaete-Bogen) auf der Burg Wagegg. Laut der Historikerin war „das Gedenken an den Ersten Weltkrieg und seine Gefallenen ein fester Bestandteil der nationalistischen Erinnerungskultur“ der Algovia.

### Nachkriegszeit bis heute
Nach dem Ende des NS-Staats mit Auflösung der Algovia beantragten am 1. April 1948 ehemalige Mitglieder die offizielle Wiederzulassung der Algovia als geselligem Verein. Zur selben Zeit wurden in der Stadtverwaltung Kemptens Posten mit Mitgliedern der Algovia besetzt. Nach eigenen Angaben sei die Algovia in den nächsten Jahrzehnten auf über 300, aktuell noch 220 aktive Mitglieder und alte Herren angewachsen. Die Mitglieder der Algovia verbinde ihre Heimat, das Allgäu. Sie sei im Jahre 2020 nicht farbentragend und nichtschlagend.
Laut der Zeitschrift für bayerische Landesgeschichte von 1955 waren neue Mitglieder seit 20 Jahren verpflichtet, eine heimatkundliche, in der Regel historische Arbeit über das „Allgäu“ zu liefern. Auf diese Weise sind bis 1955 über 200 Arbeiten zustande gekommen.

## Ekkehard-Stiftung Kempten
Otto Merkt gründete 1927 die Ekkehard-Stiftung Kempten; Merkt vermachte ihr testamentarisch ein großes Vermögen, bspw. den Ekkehardstiftungswald auf dem Gemeindegebiet von Buchenberg. Außerdem unterhält die Stiftung für studierende Algoven ein Wohnheim in München.

## Bekannte Mitglieder
- Karl Böhm (1885–1956, Direktor des Allgäuer Überlandwerks)[3]
- Claude Dornier (1884–1969, Flugzeugkonstrukteur)[8]
- Ulrich Felber (Stadtpfarrer)[3]
- Otto Merkt (1877–1951, 1. Bürgermeister Kempten 1919–1942)[8]
- Josef Rottenkolber (1890–1970, Historiker)
- Eugen Schraudy (1880–1959, 2. Bürgermeister Kempten 1919–1945)[3]
- Alfred Weitnauer (1905–1974, Heimatpfleger)[8]
- Heinrich Zölch (1913–1950, Rechtsrat und ab Anfang 1945 Stellvertreter des Kreisleiters Anton Brändle)[3]
- Rudolf Zorn (1893–1966, Ehrenphilister, Jurist und Politiker)[8]
- Heinz Karrer (1930–2020, Unternehmer)[9]
- Stephan Thomae (* 1968, Jurist und Politiker (FDP))
- Birgit Kata (Historikerin)